# Блестянки (жуки)

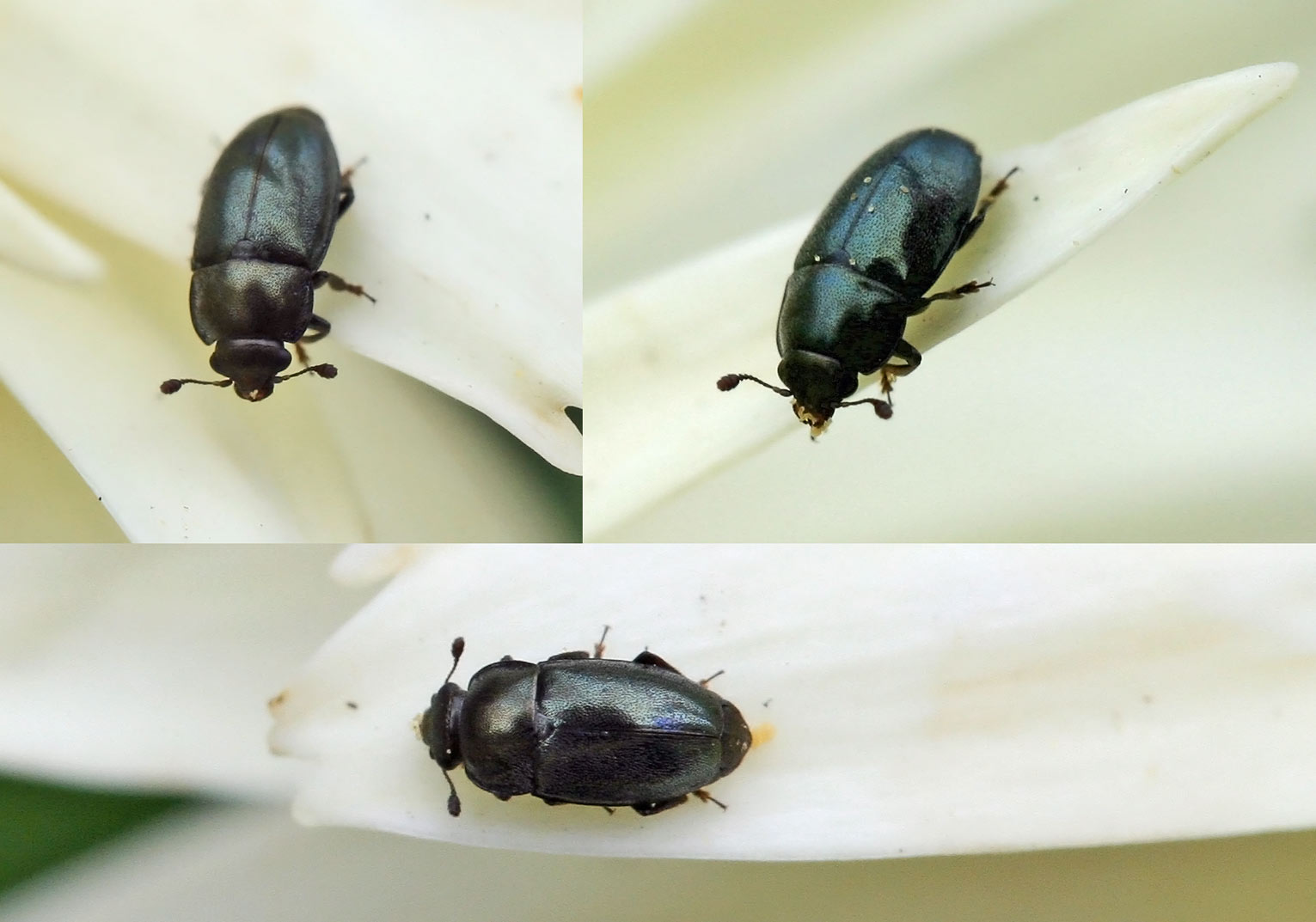
Meligethes aeneus

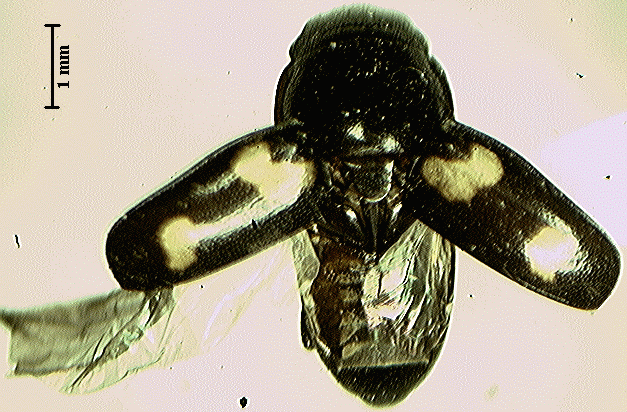
Glischrochilus quadrisignatus

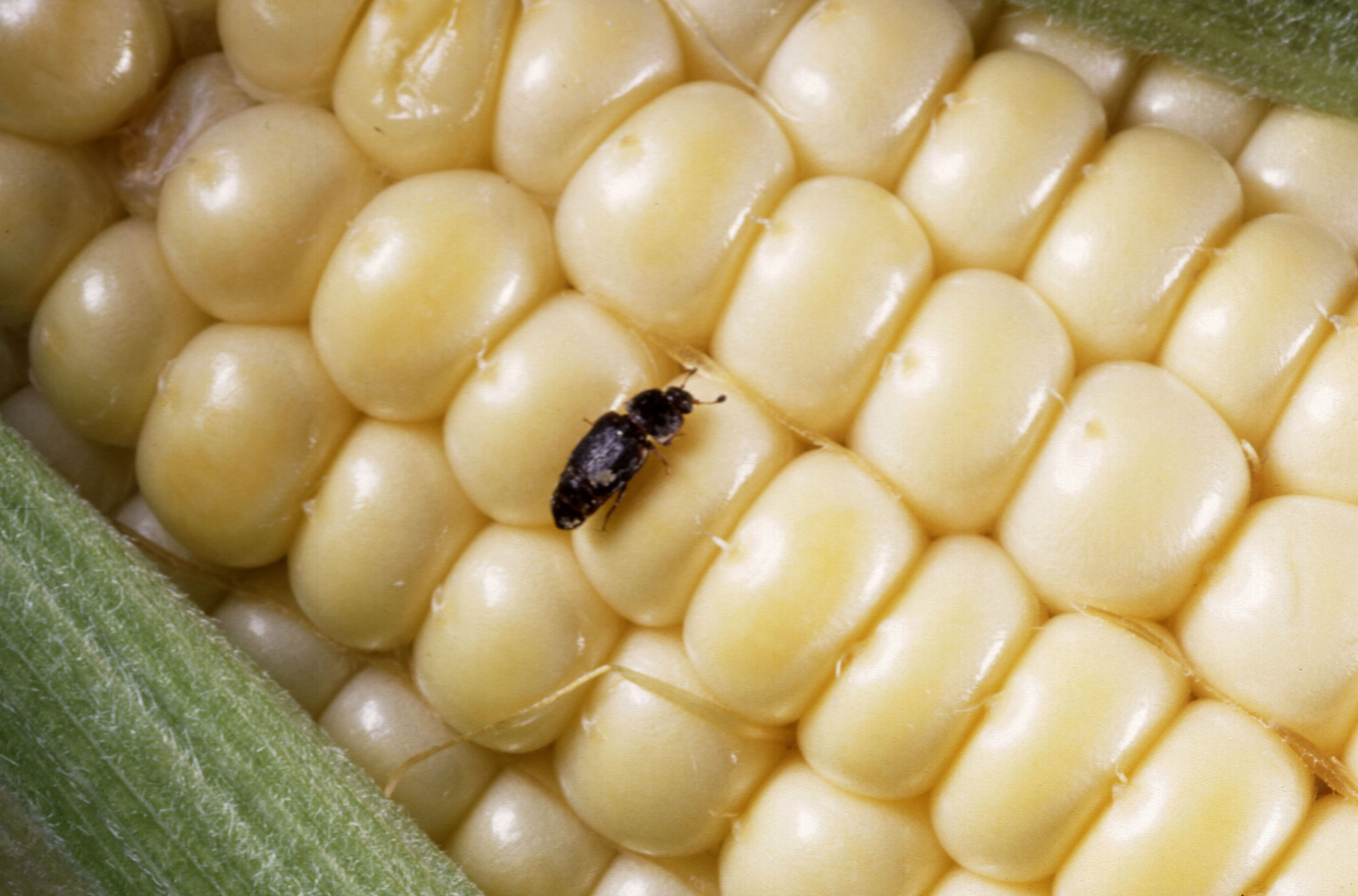
Carpophilus lugubris

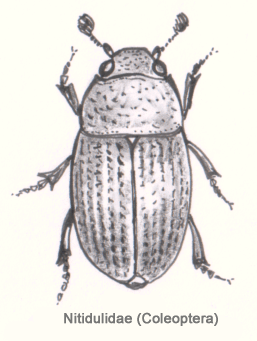

Блестянки (лат. Nitidulidae) — семейство насекомых из отряда жесткокрылых.

## Описание
Мелкие блестящие жуки (2—6 мм, до 15 мм). Некоторые имеют красные или жёлтые пятна или полосы. Усики булавовидные. Встречаются и короткокрылые формы (в подсемействах Carpophilinae и Cillaeinae), из-за чего некоторые циллеины первоначально были описаны в составе семейства коротконадкрылых жуков (Staphylinidae).
Питаются, главным образом, пыльцой, на разлагающемся растительном материале, перезрелых плодах, встречаются вредители. Nitidulinae обнаружены на сухих останках животных (перья, кости, т.д.). Cybocephalinae являются хищниками, которые питаются насекомыми (паразитоиды кокцид и белокрылок). Виды рода Brachypeplus и малый ульевой жук (Aethina tumida) являются объектами карантина.

## Мирмекофилия
Симбиотические связи с муравьями имеют некоторые мицетофаги из родов Amphicrossus и Amphotis. Европейские представители рода Amphotis часто встречаются в гнездах муравьёв рода Lasius (Hymenoptera, Formicidae). Представители трибы Lawrencerosini являются облигатными мирмекофилами (Кирейчук, 1990), например вид Koryaga myrmecophila Kirejtshuk, 1990 найден в гнезде австралийского муравья Myrmecia forficata.

## Палеонтология
В ископаемом состоянии известны с раннего мела, включая эоценовый балтийский и меловой бирманский янтари, всего около 40 видов и 30 родов.

## Классификация
Известно около 4500 видов и 350 родов, в Европе — 250 видов, в России — около 300 видов, в фауне Украины — около 140, в Литве — 80. Семейство Nitidulidae традиционно сближают с семействами Brachypteridae (=Kateretidae) и Smicripidae, иногда объединяя их в одно единое семейство (Crowson, 1955; Lawrence, 1982, 1991; Кирейчук, 1982, 1986; Kirejtshuk, 1992, 2000; Audisio, 1993). Семейство Nitidulidae относится к надсемейству Cucujoidea, в составе которого наиболее близки к семейству Helotidae.
Выделяют 11 подсемейств: Calonecrinae, Maynipeplinae, Epuraeinae, Carpophilinae, Amphicrossinae, Meligethinae, Nitidulinae, Cillaeinae, Cryptarchinae, Cybocephalinae и Prometopiinae. Среди них морфологически своеобразные Cybocephalinae иногда возводятся в семейство (как Cybocephalidae), а подсемейство Prometopiinae признано на основе молекулярной филогенетики. Однако недавнее филогенетическое исследование ясно показывает, что клада Cybocephalinae вложена в Nitidulidae и должна рассматриваться как подсемейство в составе Nitidulidae.
- Amphicrossinae
- Calonecrinae Kirejtshuk, 1982
- Carpophilinae Erichson, 1842
  - Carpophilus Stephens, 1830
  - Epuraea Erichson, 1843
- Cillaeinae Kirejtshuk & Audisio, 1986
  - Cillaeopeplus Sharp, 1908
- Cryptarchinae Thomson, 1859
  - Cryptarcha Shuckard, 1839
  - Glischrochilus Reitter, 1873
  - Pityophagus Shuckard, 1839
- Cybocephalinae Jacquelin du Val, 1858
  - Cybocephalus Erichson, 1844
- Epuraeinae Kirejtshuk, 1986
- Maynipeplinae
- Meligethinae Thomson, 1859
  - Meligethes Stephens, 1830
  - Pria Stephens, 1830
- Nitidulinae Latreille, 1802
  - Amphotis Erichson, 1843
  - Cychramus Kugelann, 1794
  - Cyllodes Erichson, 1843
  - Ipidia Erichson, 1843
  - Nitidula Fabricius, 1775
  - Omosita Erichson, 1843
  - Physoronia Reitter, 1884
  - Pocadius Erichson, 1843
  - Soronia Erichson, 1843
  - Thalycra Erichson, 1843
  - Tumida
- Lawrencerosini Kirejtshuk, 1990 (Nitidulinae)
  - Krakingus Kirejtshuk, 1990
  - Koryaga Kirejtshuk, 1990
    - Koryaga myrmecophila Kirejtshuk, 1990

  - Koryaginus Kirejtshuk, 1990
  - Lawrencerosus Kirejtshuk, 1990
- Prometopiinae
- incertae sedis
  - Apetinus
  - Conotelus
  - Cyrtostolus
  - Eunitidula
  - Eupetinus
  - Gonioryctus
  - Goniothorax
  - Haptoncus
  - Kateretes
  - Nesapterus
  - Nesopetinus
  - Notopeplus
  - Orthostolus
  - Stelidota
  - Urophorus